# 阿吉拉 (亞利桑那州)
阿吉拉（英語：Aguila）是位於美國亞利桑那州馬里科帕縣的一個人口普查指定地區。根據2010年美國人口普查，該地人口為798人，而該地的面積約為4.07平方千米。

## 地理
阿吉拉的座標為33°56′34″N 113°10′27″W / 33.94278°N 113.17417°W，而該地最高點為海拔高度659米（即2162英尺）。